# Кащей Бессмертный (опера)
«Кащей Бессмертный» («осенняя сказочка») — одноактная опера в трёх картинах Николая Римского-Корсакова. Либретто написано самим Римским-Корсаковым при участии С. Н. Римской-Корсаковой по сценарию Е. М. Петровского, который, в свою очередь, опирался на сюжет из русского фольклора.
Опера была написана в 1901—1902 годах. Первая постановка состоялась 12 (25) декабря 1902 года в оперном театре Солодовникова в Москве, под управлением Михаила Ипполитова-Иванова.

## История создания
После окончания оперы «Сервилия» в 1900 году Римский-Корсаков занимался активными поисками новых сюжетов. Осенью его посетил лично незнакомый музыкальный критик Е. М. Петровский (сотрудник Н. Ф. Финдейзена), который предложил ему либретто предполагавшейся оперы под названием «Иван Королевич» (по мотивам русских народных сказок). Композитора увлёк сказочный сюжет, но предложенный текст его не устраивал, и с согласия автора он взялся за основательную переделку либретто с помощью дочери Софьи. Сочинение музыки продвигалось достаточно быстро, летом 1902 года партитура была готова и отдана в печать, а 12 (25) декабря 1902 года в Частной опере Мамонтова на сцене Солодовниковского театра в Москве прошла премьера. Дирижировал М. М. Ипполитов-Иванов. Отзывы публики и критики были восторженными.
В Петербурге премьера оперы прошла в условиях, связанных с революционными событиями 1905 года. Спектакль был подготовлен группой учеников консерватории под руководством ученика Римского-Корсакова А. К. Глазунова и показан 27 марта 1905 года в зале театра В. Ф. Комиссаржевской. Эта опера стала для студентов иносказательным выражением революционных настроений, и спектакль превратился в мощную демонстрацию, едва ли не политический митинг. В связи с этим полиция прервала показ оперы, опустив железный занавес. Протестные настроения были тем более сильны, что спектакль пришёлся на четвёртый день после увольнения Римского-Корсакова из консерватории за сочувственные настроения. Впоследствии композитор возвратился в консерваторию и в политической жизни старался не участвовать.

## Действующие лица
- Кащей бессмертный (тенор)
- Царевна Ненаглядная Краса (сопрано)
- Иван-королевич (баритон)
- Кащеевна (меццо-сопрано)
- Буря-богатырь (бас)
- Невидимые голоса (закулисные хоры).

## Сюжет
Картина первая. Уныло и мрачно в Кащеевом царстве. Глухая осень; небо затянуто чёрными тучами. За частоколом, усаженным черепами, томится Царевна Ненаглядная Краса. Тоскует о своём женихе Царевна, и недобрые думы одолевают её: «Иль, может, забыл ты царевну, мой витязь, и сердцем владеет другая!».
Опираясь на клюку, из терема выходит Кащей. Царевна умоляет его дать ей возможность ещё хоть раз увидеть жениха — Ивана Королевича. Кащей велит ей заглянуть в волшебное зеркальце. Царевна видит в зеркальце сначала красавицу кащееву дочку, а потом рядом с ней и своего жениха. Кащей тоже заглядывает в зеркало и видит там свою смерть. В испуге Кащей роняет зеркальце, и оно разбивается.
Силою чар запрятал Кащей свою смерть в слезу дочери. Жестоко и холодно сердце Кащеевны. Многих витязей обольстила и погубила она своей красотой, и никому ещё не довелось увидеть её слез. Однако Кащея терзают злые предчувствия. Он посылает своего гонца Бурю-Богатыря к дочери узнать, по-прежнему ль крепко она хранит его смерть.
Кащей зовёт Царевну — пусть побаюкает его песней, но она не желает идти в терем. Рассердившись, Кащей нагоняет на царство метель и вьюгу.
Картина вторая. Тридесятое царство. На берегу безбрежного синего моря раскинулись владения Кащеевны. Её терем утопает в кустах ярко пылающих красных маков и бледно-лиловой белены. Кащеевна готовит волшебный напиток, которым она собирается усыпить Ивана Королевича и заставить его позабыть о любимой невесте. Появляется Иван Королевич. Кащеевна даёт ему напиться с дороги. Королевич осушает кубок и глядит как зачарованный на Кащеевну, образ же Царевны заволакивается туманом. Волшебное зелье усыпляет его. Кащеевна заносит над ним свой остро отточенный меч, но в тот же миг в сад вихрем врывается Буря-Богатырь. Порыв свежего ветра рассеивает чары. Очнувшись от сна, Иван Королевич вместе с Бурей-Богатырем мчится в Кащеево царство, к любимой невесте.
Картина третья. Снова Кащеево царство. Метель утихла. Кащей спит в терему, а Царевна, сидя на крылечке, напевает ему зловещую колыбельную:
«Спи, усни, да не проснись,
Злая смерть тебе приснись…»
Буря-Богатырь приносит в Кащеево царство Ивана Королевича. Радостна встреча жениха и невесты. Королевич увлекает Царевну за собой на волю, но на пути вырастает Кащеевна. Она умоляет Королевича остаться с нею, обещая дать свободу Царевне. Любовь пробудилась в холодном сердце Кащеевны, заставляя её мучительно страдать. Движимая внезапным чувством сострадания, Царевна целует Кащеевну в лоб. Смягчилось сердце Кащеевны, из глаз полились слёзы. «Мои глаза впервые плачут… — восклицает она. — И как роса цветок душистый, мне слёзы сердце освежают…» Кащеевна обращается в прекрасную плакучую иву.
Невидимые голоса возвещают о смерти Кащея, о конце Кащеева царства. Через распахнувшиеся ворота открывается широкий вид на поляну, освещённую солнцем, покрытую весенней, свежей, нежной зеленью и цветами. Буря-Богатырь стоит в воротах, указывая Королевичу и Царевне путь на волю, к весне и любви.

## Постановки
- 12 декабря 1902 — Москва, Товарищество русской частной оперы (дирижёр Михаил Ипполитов-Иванов, худ. Малютин; Кащей Бессмертный — Феликс Ошустович, царевна Ненаглядная Краса — Надежда Забела-Врубель, Иван-королевич — Михаил Бочаров, Кащеевна — Вера Петрова-Званцева, Буря-Богатырь — Осипов).
- 27 марта 1905 — постановка учащихся Петербургской консерватории в Драм. театре Веры Комиссаржевской (дирижёр Александр Глазунов, закулисный хор под упр. автора; Кащей Бессмертный — Абрам Гурович (впоследствии Роман Чаров), царевна Ненаглядная Краса — Майзельс, Иван-королевич — Феофан Павловский, Кащеевна — Н. Ф. Лежен, Буря-богатырь — Павлов).
- Январь 1917 — Большой театр (дирижёр Эмиль Купер; Кащей Бессмертный — Владимир Пикок, царевна Ненаглядная Краса — Антонина Нежданова, Кащеевна — Надежда Обухова, Буря-богатырь — Осипов, Иван-королевич — Сергей Мигай).
- 30 января 1919 — Петроградский академич. театр оперы и балета (дирижёр Александр Хессин, режиссёры Иван Ершов (он же — исполнитель партии Кащея) и Софья Масловская, худ. Константин Коровин)
- 1926 — Оперная студия Ленинградской консерватории
- 1943 — Московский академический музыкальный театр имени К. С. Станиславского и Вл. И. Немировича-Данченко
- 1950 — Ленингр. Малый оперный театр (дирижёр Эдуард Грикуров, реж. Соловьев, оформление бригады художников Палеха под рук. Парилова; Кащей Бессмертный — Михаил Довенман, царевна Ненаглядная Краса — Галина Скопа-Родионова, Иван-королевич — Петров, Буря-богатырь — Сильвестров, Кащеевна — Тадеуш Лелива).
- 1992 — Московский музыкальный театр «Геликон-опера» (дирижёр — Кирилл Тихонов, реж. Дмитрий Бертман, Царевна — Наталья Загоринская, Кащей — Вадим Заплечный, Иван-Королевич — Александр Целинко, хормейстер — Татьяна Громова)

Постановки за рубежом: Барселона (1924, на рус. яз.), Зальцбург (1928, на
рус. яз., в концертном исполнении Оперной студии Ленинградской консерватории).

## Записи

### Аудиозаписи
| Год  | Организация                                          | Дирижёр         | Солисты | Издатель и каталожный номер    | Примечания          |
| ---- | ---------------------------------------------------- | --------------- | --- | ------------------------------ | ------------------- |
| 1948 | Хор и оркестр Всесоюзного радио                      | Самуил Самосуд  | Кащей Бессмертный — Павел Понтрягин, Царевна Ненаглядная Краса — Варвара Градова, Иван-Королевич — Павел Лисициан, Кащеевна — Антонина Клещёва, Буря-Богатырь — Константин Поляев          | Мелодия Д 032117-20 (1972)     | Aquarius AQVR 132-2 |
| 1949 | Хор и оркестр Всесоюзного радио                      | Самуил Самосуд  | Кащей Бессмертный — Павел Понтрягин, Царевна Ненаглядная Краса — Наталья Рождественская, Иван-Королевич — Павел Лисициан, Кащеевна — Людмила Легостаева, Буря-Богатырь — Константин Поляев | Мелодия MEL CD 10 02605 (2019) |                     |
| 1991 | Хоровая капелла им. Юрлова и оркестр Большого театра | Андрей Чистяков | Кащей Бессмертный — Александр Архипов, Царевна Ненаглядная Краса — Ирина Журина, Иван-Королевич — Владислав Верестников, Кащеевна — Нина Терентьева, Буря-Богатырь — Владимир Маторин      | Le Chant du Monde IDC 2880046  |                     |
| 1995 | Хор и оркестр Мариинского театра                     | Валерий Гергиев | Кащей Бессмертный — Константин Плужников, Царевна Ненаглядная Краса — Марина Шагуч, Иван-Королевич — Александр Гергалов, Кащеевна — Лариса Дядькова, Буря-Богатырь — Александр Морозов     | Philips 446 704-2 (1995)       |                     |

Источники:  Архивная копия от 4 октября 2015 на Wayback Machine,  Архивная копия от 17 апреля 2016 на Wayback Machine

### Видеозаписи
| Год  | Организация | Дирижёр | Солисты | Издатель и каталожный номер | Примечания           |
| ---- | ----------- | ------- | ------- | --------------------------- | -------------------- |
| 1969 |             |         |         | Гостелерадио СССР           | (недоступная ссылка) |
| 1987 |             |         |         | Лентелефильм                | (недоступная ссылка) |